# Липе (Смедерево)
Липе је приградско насељено место града Смедерева у Подунавском округу. Према попису из 2022. има 2727 становника (према попису из 2011. било је 3077 становника).

## Историја
Село се налази југоисточно од Смедерева. Нема сигурних података на основи којих би се могло утврдити када је ово село постало. Предање зна само толико да је село раније било у Старим Липама, ближе Језави, и да су се отуда, због поплава, преселили на данашње место.
Како насељено место, Липе се помињу у првим десетинама 18. века. На карти из доба аустријске владавине (1718—1739) ово је место забележено под именом Lippe. У доба (1732. г) село је имало 28 кућа. Касније, у првим десетинама 19. века, спомиње се Липе у арачким списковима. Године 1818. г. село је имало 79 кућа а 1822. г. 103 куће. Године 1846. у Липама је било 201 кућа, а по попису из 1921. г. село је имало 489 кућа са 2930 становника.
По предању, у Липе се најпре доселио један Ром (циганин) и настанио се у једној шупљој липи. Данашњи потомци његови су Милошевићи. У старе породице рачунају се и: Мијатовићи, Штрбићи, Трифуновићи, Милојковићи. Старији су досељеници: Ћушаци старином из Петке (Пожаревачке) (у Ћушаке набрајамо фамилије Милановић, Перић, Ђорђевић, Ђурђевић; родоначелник Ћушака је био Ђурађ Ћушаковић), Филиповићи старином из Ресаве, Степењаци (данас са разним презименима) старином из Драговца (Пожаревачки), Николићи старином из Јованаца (нишавски, пиротски), Тодоровићи чији су преци дошли из Старе Србије најпре у Вучак, затим у Липе. Аћимовићи су такође старији досељеници. Старином су из Ресаве и населили су се најпре у Церју, одакле их књаз Милош раселио и населио Липе, у крај који се по њима зове Церјански. Марковићи су по неким изворима из села Кравља код Ниша, а заступљено је и мишљење да су из Крављег Дола. Стара породица и Милошевића који су се раније презивали Кнежвићи. подаци датирају од 1718-1925. г).
Овде се налазе ОШ „Вук Караџић” Липе и Црква Рођења Пресвете Богородице у Липама.

## Демографија
У насељу Липе живи 2606 пунолетних становника, а просечна старост становништва износи 39,9 година (38,4 код мушкараца и 41,5 код жена). У насељу има 943 домаћинства, а просечан број чланова по домаћинству је 3,54.
Ово насеље је великим делом насељено Србима (према попису из 2002. године), а у последња три пописа, примећен је пад у броју становника.
|  |

| Демографија | Демографија | Демографија |
| Година      | Становника  | Становника  |
| ----------- | ----------- | ----------- |
| 1948.       | 3.761       |             |
| 1953.       | 4.067       |             |
| 1961.       | 4.574       |             |
| 1971.       | 5.247       |             |
| 1981.       | 3.900       |             |
| 1991.       | 3.859       | 3.709       |
| 2002.       | 3.338       | 3.761       |
| 2011.       | 3.077       |             |
| 2022.       | 2.727       |             |

| Етнички састав према попису из 2002.‍ | Етнички састав према попису из 2002.‍ | Етнички састав према попису из 2002.‍ | Етнички састав према попису из 2002.‍ | Етнички састав према попису из 2002.‍ |
| ------------------------------------ | ------------------------------------ | ------------------------------------ | ------------------------------------ | ------------------------------------ |
|                                      |                                      |                                      |                                      |                                      |
| Срби                                 | Срби                                 |                                      | 3.305                                | 99,01%                               |
| Македонци                            | Македонци                            |                                      | 7                                    | 0,20%                                |
| Црногорци                            | Црногорци                            |                                      | 3                                    | 0,08%                                |
| Хрвати                               | Хрвати                               |                                      | 2                                    | 0,05%                                |
| Русини                               | Русини                               |                                      | 1                                    | 0,02%                                |
| Румуни                               | Румуни                               |                                      | 1                                    | 0,02%                                |
| Мађари                               | Мађари                               |                                      | 1                                    | 0,02%                                |
| Југословени                          | Југословени                          |                                      | 1                                    | 0,02%                                |
| непознато                            | непознато                            |                                      | 14                                   | 0,41%                                |

| Година пописа     | 1948. | 1953. | 1961. | 1971. | 1981. | 1991. | 2002. |
| ----------------- | ----- | ----- | ----- | ----- | ----- | ----- | ----- |
| Број домаћинстава | 759   | 805   | 1.011 | 1.280 | 968   | 977   | 943   |

| Број чланова      | 1   | 2   | 3   | 4   | 5   | 6  | 7  | 8  | 9 | 10 и више | Просек |
| ----------------- | --- | --- | --- | --- | --- | -- | -- | -- | - | --------- | ------ |
| Број домаћинстава | 129 | 198 | 148 | 178 | 148 | 96 | 31 | 12 | 2 | 1         | 3,54   |

| Пол    | Укупно | Неожењен/Неудата | Ожењен/Удата | Удовац/Удовица | Разведен/Разведена | Непознато |
| ------ | ------ | ---------------- | ------------ | -------------- | ------------------ | --------- |
| Мушки  | 1.379  | 429              | 833          | 61             | 51                 | 5         |
| Женски | 1.393  | 246              | 863          | 247            | 35                 | 2         |
| УКУПНО | 2.772  | 675              | 1.696        | 308            | 86                 | 7         |

| Пол    | Укупно                    | Пољопривреда, лов и шумарство | Рибарство                            | Вађење руде и камена | Прерађивачка индустрија       |
| ------ | ------------------------- | ----------------------------- | ------------------------------------ | -------------------- | ----------------------------- |
| Мушки  | 884                       | 384                           | 1                                    | 0                    | 282                           |
| Женски | 514                       | 367                           | 0                                    | 0                    | 46                            |
| УКУПНО | 1.398                     | 751                           | 1                                    | 0                    | 328                           |
| Пол    | Производња и снабдевање   | Грађевинарство                | Трговина                             | Хотели и ресторани   | Саобраћај, складиштење и везе |
| Мушки  | 4                         | 69                            | 27                                   | 9                    | 24                            |
| Женски | 1                         | 5                             | 40                                   | 6                    | 1                             |
| УКУПНО | 5                         | 74                            | 67                                   | 15                   | 25                            |
| Пол    | Финансијско посредовање   | Некретнине                    | Државна управа и одбрана             | Образовање           | Здравствени и социјални рад   |
| Мушки  | 1                         | 19                            | 10                                   | 10                   | 24                            |
| Женски | 1                         | 9                             | 3                                    | 11                   | 19                            |
| УКУПНО | 2                         | 28                            | 13                                   | 21                   | 43                            |
| Пол    | Остале услужне активности | Приватна домаћинства          | Екстериторијалне организације и тела | Непознато            | Непознато                     |
| Мушки  | 9                         | 0                             | 0                                    | 11                   | 11                            |
| Женски | 3                         | 0                             | 0                                    | 2                    | 2                             |
| УКУПНО | 12                        | 0                             | 0                                    | 13                   | 13                            |

## Коришћена Литература
- Извор Монографија Подунавске области 1812-1927 саставио Др, Владимир Марган бив. Председник Обласног одбора Комесар Обласне Самоуправе, објављено (1927 г.)„Напредак Панчево,,
- „Летопис“: Подунавска места и обичаји Марина (Беч 1999 г.).
- Летопис период 1812 – 2009 г. Саставио од Писаних трагова, Летописа, по предању места у Јужној Србији, места и обичаји настанак села ко су били Досељеници чиме се бавили мештани
- Напомена

У уводном делу аутор је дао кратак историјски преглед овог подручја од праисторијских времена до стварање државе Краљевине Срба, Хрвата и Словенаца. Највећи прилог у овом делу чине ,»Летописи« и трудио се да не пропусти ниједну важну чињеницу у прошлости описиваних места.
Иначе Монографија Подунавске области (Панчево, 1929 г.) коју је саставио др Владимир Марган сачињена је од три дела и представља и данас једно од незаобилазних дела за проучавање Србије и Баната.